# Ankogelgruppen
Ankogelgruppen (tysk: Ankogelgruppe) er en undergruppe af de østlige centralalper. Sammen med Goldberggruppen, Glocknergruppen, Schobergruppen, Kreuzeckgruppen, Granatspitzegruppen, Venedigergruppen, Villgratenbjergene og Rieserfernergruppen udgør den bjergkæden Hohe Tauern.
Ankogelgruppen er beliggende i de østrigske delstater Salzburg og Kärnten. Dets højeste top er Hochalmspitze, der er 3.360 moh.

## Geografi
Ankogelgruppen er den østligste bjerggruppe i Hohe Tauern og ligger på Alpernes hovedkæde. Niedere Tauern begynder længere øst. Bjergkæden har navn efter bjerget Ankogel, der er 3.252 moh.
Ankogelgruppen kan opdeles yderligere i undergrupperne i Ankogelmassivet, Hochalmspitzegruppen, Hafnergruppen og Reißeckgruppen syd for Mölldalen. Området omfatter den maleriske Maltatal ("Vandfaldenes dal") med Fallbachvandfaldet og Kölnbreindæmningen .

### Naboområder
Ankogelgruppen grænser op til følgende andre bjergkæder i østalperne:
- Goldberggruppen (i vest)
- Kreuzeckgruppen (i sydvest)

(begge er dele af Hohe Tauern)
- Salzburger Skiferalper, der ligger nord for floden Salzach
- Radstädter Tauern, der ligger nordøst for Mur- floden
- Nock-bjergene, der ligger uden for Lieser-dalen i øst
- Gailtaler Alperne syd for Drava.

(I de sydlige kalkalper.)

## Toppe
Alle de nævnte tre-tusinder i Ankogel-gruppen:
- Hochalmspitze (3.360 moh,)
- Großelendkopf (3.317 moh,)
- Großer Ankogel (3.252 moh,)
- Jochspitze (3.179 moh,)
- Schwarzkopf (3.171 moh,)
- Zsigmondyspitze (3.152 moh,)
- Preimlspitz (3.133 moh,)
- Steinerne Mandln (3.125 moh,)
- Winkelspitz (3.112 moh,)
- Oberlercherspitze (3.107 moh,)
- Kordonspitze (3.102 moh,)
- Kleiner Ankogel (3.096 moh,)
- Säuleck (3.086 moh,)
- Großer Hafner (3.076 moh.)
- Elendköpfe (3.070 moh.)
- Großer Sonnblick (3.030 moh.)
- Lanischeck (3.024 moh.)
- Kleiner Hafner (3.018 moh.)
- Schneewinkelspitze (3.016 moh.)
- Tischlerkarkopf (3.004 moh.)
- Tischlerspitze (3.002 moh.)
- Grubenkarkopf (3.001 moh.)
- Mittlerer Sonnblick (3.000 moh.)